# Peter Phillips (Politiker)
Peter David Phillips (* 28. Dezember 1949 in Kingston) ist ein jamaikanischer Politiker der People’s National Party (PNP). Er war von 1995 bis 1997 Gesundheitsminister, von 1998 bis 2001 Transport- und Bauminister,  von 2001 bis 2007 Minister für nationale Sicherheit und von 2012 bis 2016 Finanz- und Planungsminister Jamaikas.
Seit 3. April 2017 ist er Oppositionsführer.

## Leben
Phillips besuchte das Jamaica College, bevor er an der University of the West Indies (UWI) studierte und dort den Bachelor of Science in Wirtschaftswissenschaften und den Master of Science in Verwaltung erwarb. Er setzte sein Studium an der State University of New York (Binghamton University) fort, wo er in International Political Economy promovierte (Ph.D.). Er war dann als Lecturer an der UWI tätig und veröffentlichte zahlreiche Schriften zu Fragen der karibischen Entwicklungspolitik.
1989 wurde Phillips zum Senator ernannt und als Staatsminister im Office of the Prime Minister berufen, von 1991 bis 1994 war er dort als Minister für spezielle Projekte tätig. Er ist seit 1994 Mitglied des Repräsentantenhauses und vertritt dort den Wahlkreis East Central St. Andrew. Bei der Parlamentswahl am 29. Dezember 2011 konnte er den Wahlkreis mit 62,7 % der Stimmen gewinnen.
Er war von 1995 bis 1997 jamaikanischer Gesundheitsminister, dann zwischen 1998 und Oktober 2001 Transport- und Bauminister (Minister of Transport and Works) und diente zwischen November 2001 und September 2007 als Minister für nationale Sicherheit. Als die PNP bei den Wahlen 2011 die Regierungsmehrheit erlangte und Portia Simpson Miller Premierministerin wurde, berief sie Phillips als Finanz- und Planungsminister. Seine Vereidigung fand am 6. Januar 2011 statt.
Er war zudem von 1991 bis 1994 Generalsekretär der PNP und von September 1999 bis zum 20. September 2008 Vizevorsitzender der Partei. Bei der Wahl um den Parteivorsitz der zu der Zeit regierenden PNP, die gleichzeitig die Entscheidung über die Nachfolge von Percival J. Patterson als Premierminister Jamaikas bedeutete, unterlag Phillips im Februar 2006 gegen Simpson Miller.
Phillips ist verheiratet und Vater zweier Kinder.